# Alberto Cavallero
Alberto Cavallero (Spigno Monferrato, 14 settembre 1900 – Spigno Monferrato, 7 ottobre 1968) è stato un maratoneta italiano.

## Biografia
Nato nel 1900 a Spigno Monferrato, in provincia di Alessandria, a 23 anni partecipò ai Giochi olimpici di Parigi 1924, nella maratona, non riuscendo ad arrivare al traguardo.
Morì nel 1968, a 68 anni.

## Palmarès
| Anno | Manifestazione  | Sede   | Evento   | Risultato | Prestazione | Note |
| ---- | --------------- | ------ | -------- | --------- | ----------- | ---- |
| 1924 | Giochi olimpici | Parigi | Maratona | dnf       | dnf         |      |

## Campionati nazionali
1923
- Argento ai campionati italiani di maratona - 2h58'22"4/5